# 羅意庭
羅意庭（英語：Lo Yi Ting，1987年11月14日—），生於深圳，香港籃球運動員，司職控球後衛，香港男子籃球代表隊主力球員，天生彈跳力極高在他14歲只有1.68米身高時就輕鬆入樽，又僅以5呎9吋的身高多次在街場輕鬆入樽有「香港艾佛遜」之稱，在2004年以15歲之齡加盟甲一球隊新青聯其後轉會班霸南華，在2010年加盟中國職業籃球聯賽球隊福建潯興成為歷來第四位香港男子籃球運動員進軍CBA。現時擔任香港甲一組籃球聯賽球隊南華教練。

## 籃球生涯
羅意庭生於廣東深圳，年僅8歲便開始接觸籃球，在12歲便已入選著名的全港青少年籃球聯賽，於14歲在大隴街遊樂場造成籃球生涯首個入樽，中學就讀東華三院伍若瑜夫人紀念中學，及後來轉讀九龍拔萃男書院為校隊球員，並成為學界體育明星，於2004年以中學生身份加盟甲一球隊新青聯，展開籃球員生涯，效力兩個球季已打出名堂，在2005年的香港籃球聯賽明星賽投票，效力新青聯的羅意庭以17歲之齡獲選為票王，在羅意庭17歲時便代表香港隊參加亞洲籃球錦標賽，其後轉投傳統球隊南華，並逐漸成為香港籃球代表隊主力控衛，於2008年協助南華贏得海峽盃籃球賽冠軍，而他更當選比賽最有價值球員。
在2010年，羅意庭再次為南華重奪海峽盃籃球賽冠軍，並第二度當選比賽最有價值球員，賽後因而獲得中國職業籃球聯賽球隊福建潯興垂青，邀請羅意庭前往位於福建省晉江市的訓練基地試訓，最終在同年10月宣佈正式加盟，展開職業籃球員生涯，成為歷來第四位進軍CBA的香港球員，於2010年12月10日，首次為球隊上陣的羅意庭隨福建潯興作客杭州浙江廣廈猛獅並攻入5分及交出3次助攻，不過球隊仍以100－121失敗而回，羅意庭在2012年CBA季後賽的一場賽事企圖入樽之際卻失足滑地，遭網民譏諷「輕鬆入樽」至今，事後被一個內地體育微博把片段上載互聯網，短短時間有幾萬點擊率，就連那時在CBA效力的阿倫布祿士都有提及此事，因而令羅意庭聲名大噪。
2014年9月10日，羅意庭宣佈將轉會另一支CBA球隊江蘇南鋼，雖然薪酬獲得增加，主要目的是尋求更多上陣機會，最終羅意庭共為球隊上陣14場取得44分及22次助攻，但奈何於2015年未能與球隊完成續約，加上其餘CBA球隊的組軍已大致完成，故羅意庭在2015年10月7日宣佈完約，並回歸南華。在2017年6月27日，羅意庭與隊友惠龍兒獲邀請加入CBA明星隊參加在紅磡香港體育館舉行的「2017姚基金慈善賽」迎戰NBA球星隊，並於第四節上陣有3分進帳，到2018年球季，由於原來球隊隊長惠龍兒轉戰CBA，使羅意庭會擔起隊長一職。
2018年4月25日銀牌決賽中，羅意庭以南華隊長身份因對當場比賽裁判不禮貌，並以技術犯規，於下半場中段被判罰立即離場，從而助永倫籃球隊扭轉整個形勢，並以77：75反勝南華，永倫亦勇奪2018年銀牌決賽總冠軍。
2024年4月22日，羅意庭宣佈結束球員生涯，轉任球隊教練。首季即帶領南華嬴得聯賽冠軍。

## 家庭生活
在2016年5月21日，羅意庭與拍拖13年的女朋友結婚，雙方在就讀東華三院伍若瑜夫人紀念中學時認識並開始拍拖。

## 外部連結
- 羅意庭在fiba.basketball（英语）
- 羅意庭在archive.fiba.com（存檔）（英语）
- 羅意庭在中国男子篮球职业联赛官網
- 羅意庭在Basketball-Reference.com（國際）（英语）
- 羅意庭在Eurobasket.com（球員）（英语）
- 羅意庭在Proballers（英语）
- 羅意庭在RealGM（英语）
- 羅意庭在中国篮球数据库